# Constance Bennett
Constance Bennett, född 22 oktober 1904 i New York i delstaten New York, död 24 juli 1965 i Fort Dix i New Jersey, var en amerikansk skådespelare.

## Biografi
Constance Bennett var dotter till scenaktören Richard Bennett och skådespelaren Adrienne Morrison, samt syster till skådespelarna Joan och Barbara Bennett
Bennett fick sin utbildning vid privatskolor i New York och Paris. Hon gifte sig som 16-årig, men fick äktenskapet annullerat. Hon gjorde filmdebut 17 år gammal och blev en populär stumfilmsstjärna. Hon drog sig tillbaka från filmen 1926, sedan hon gift sig med en förmögen arvinge till ångbåtar och järnvägar, och levde under några år ett hektiskt jetsetliv. 1929 skilde hon sig, och gjorde comeback inom filmen. Hon kom att bli en populär stjärna under 1930-talet, i glamorösa roller.
Åren 1931-1940 var hon gift med den franske markisen Henri de la Falaise. Denne hade kommit till USA 1925 som make till Gloria Swanson, men inledde ett kärleksförhållande med Bennett; hon blev gravid med honom 1928 men tvingades av filmbolaget till abort, något som hon beskrev som sitt livs största sorg. 1941-1946 var hon gift med skådespelaren Gilbert Roland.
Bland hennes kända ljudfilmer märks What Price Hollywood? (1932), Skandalen för dagen (1935), Det spökar på Rivieran (1938), Tvillingarna (1942; Greta Garbos sista film), Icke misstänkt (1947) och Sånt händer med flickor (1957).
Bennett avled av en hjärnblödning 1965.
Hon har en stjärna på Hollywood Walk of Fame vid adressen 6250 Hollywood Blvd.

## Filmografi i urval

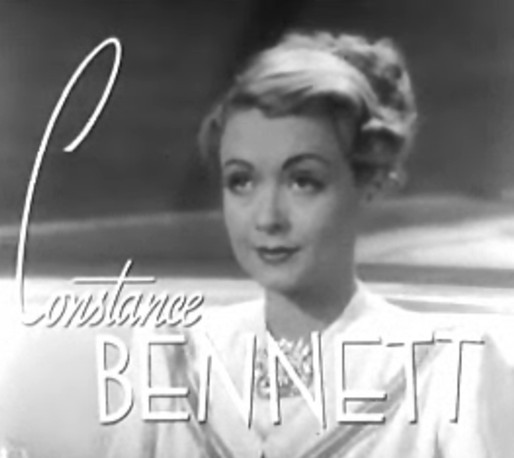
Constance Bennett i filmen Det spökar på Rivieran (1938).

- 1932 – What Price Hollywood?
- 1933 – Bed of Roses
- 1935 – Skandalen för dagen
- 1937 – Det spökar i sta'n
- 1938 – Gentleman på luffen
- 1938 – Det spökar på Rivieran
- 1938 – Firman fixar allt
- 1941 – Tvillingarna
- 1947 – Icke misstänkt
- 1951 – Plats för skratt
- 1954 – Sånt händer med flickor
- 1966 – Madame X